# ウグイスパン

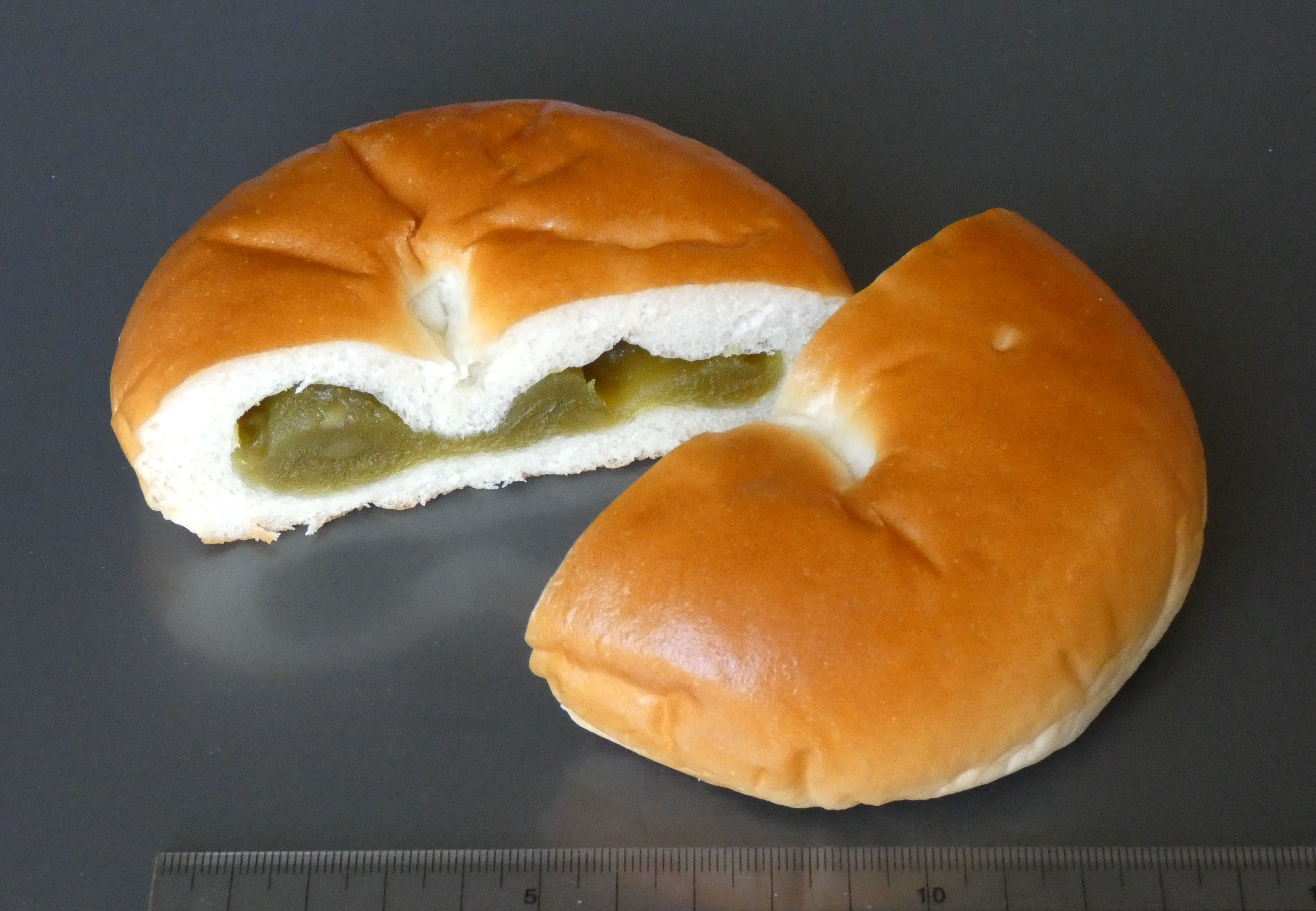

ウグイスパンとは、中にうぐいす餡を詰めた日本の菓子パン（あんパン）の一種である。

## 歴史
木村屋（現在の木村屋総本店）で働いていた石川末三郎によって、1929年（昭和4年）にウグイスパンが考案された。
石川末三郎が23歳で除隊した時、山形市で和菓子屋をしていた兄の店に寄り、ウズラマメを煮ながら考え出した新作が現在のウグイスパンである。当初「ビーンズパン」と命名したが、「青いからウグイスだ」という理由でウグイスパンに改名された。普通に煮ると黄色くなってしまう青えんどう豆をウグイスの青さを出すのに苦労したという。1930年（昭和5年）頃から店頭に並ぶようになり、現在も酒種あんぱんの一種として販売されている。
また、当時の流行から販売を開始した会社や店があり、現在も取り扱っているところもある。

## 製法
基本的な製法はあんパンと変わらない。
一般的なあんパンは、つぶあん、こしあんなどの小倉あんが中に入っているが、ウグイスパンには小倉あんの代わりにうぐいす餡が入っている。

## 主な取り扱いメーカー

### 山崎製パン株式会社
1948年（昭和23年）設立。パン、和菓子、洋菓子、調理パン・米飯類の製造・販売、製菓・米菓の販売、ベーカリーの経営、コンビニエンスストア事業を行っている。
山崎製パンの菓子パンの一種として、うぐいすぱんが販売されている。

### 木村屋総本店
1869年（明治2年）開業。各種パン、和菓子、洋菓子の製造および販売を行っている。1929年（昭和4年）に直営店舗の販売商品である「酒種あんぱん」の一種として、うぐいすあんが入ったパンが発売された。現在も販売されており、その価格は税込162円である。 
また、オンラインショップでも取り扱われていて、5個入りで918円で購入することができる。

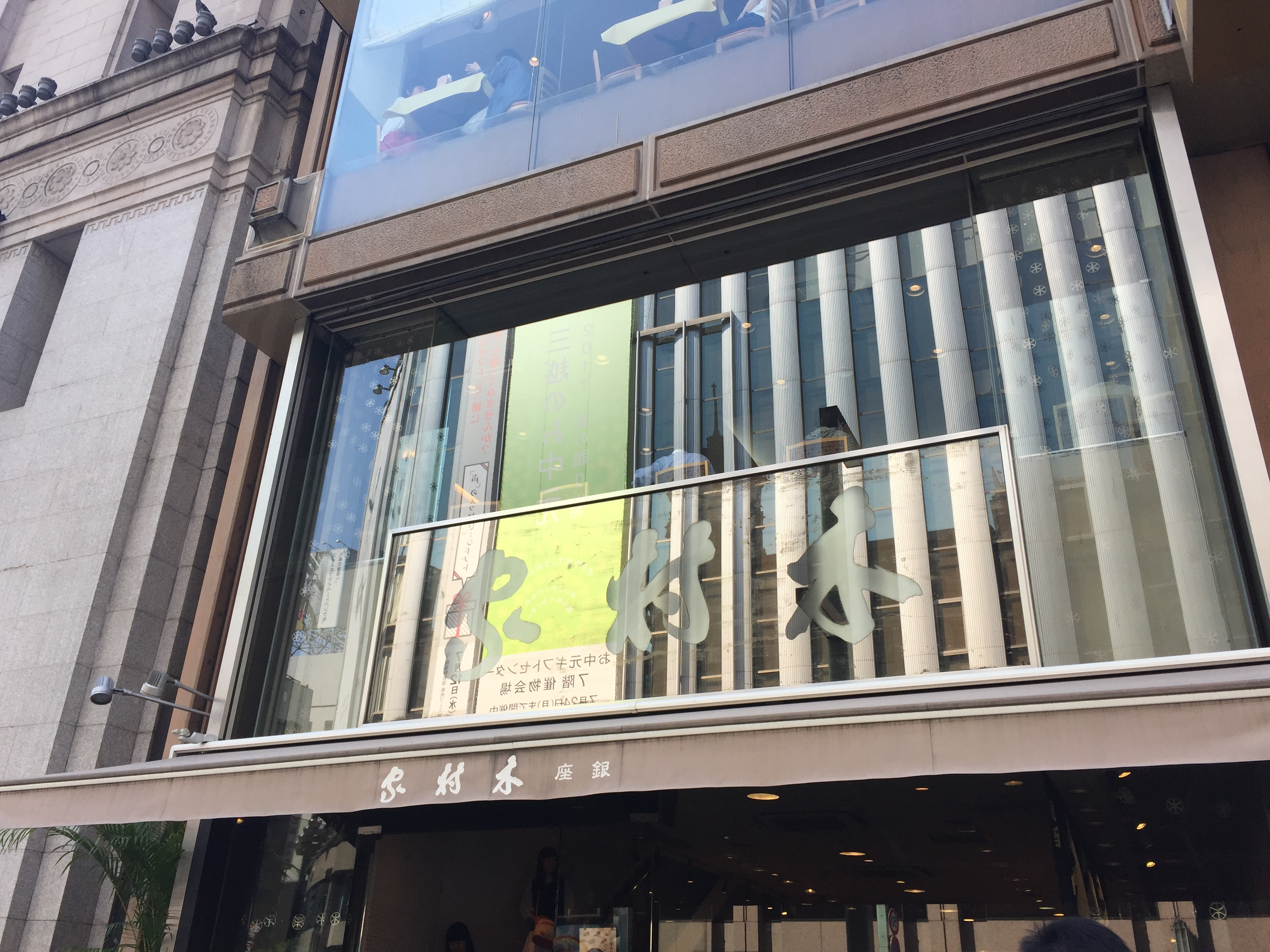
2017年6月16日撮影、銀座木村屋（銀座本店）
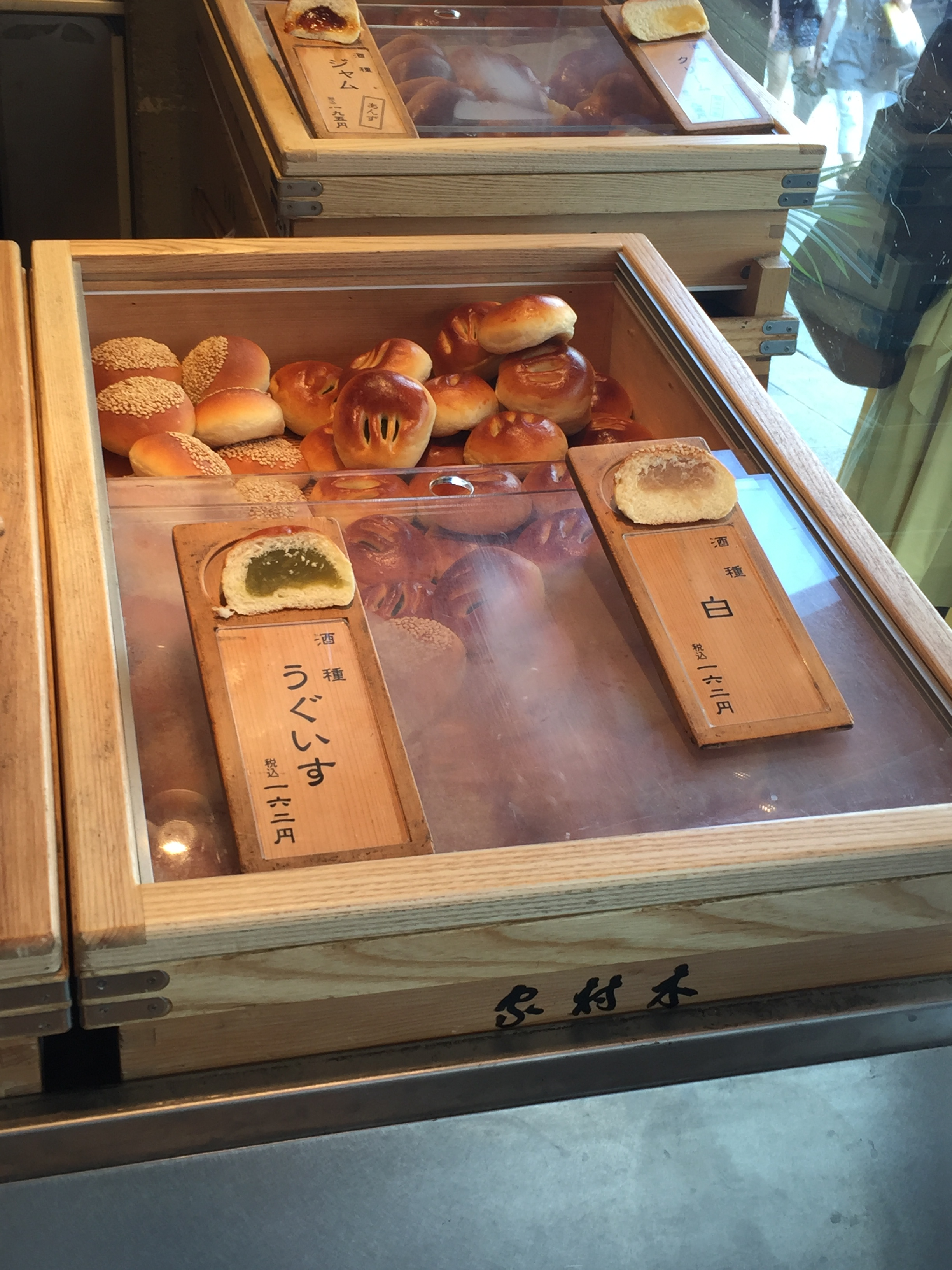
2017年6月16日撮影、木村屋総本店「酒種うぐいす」
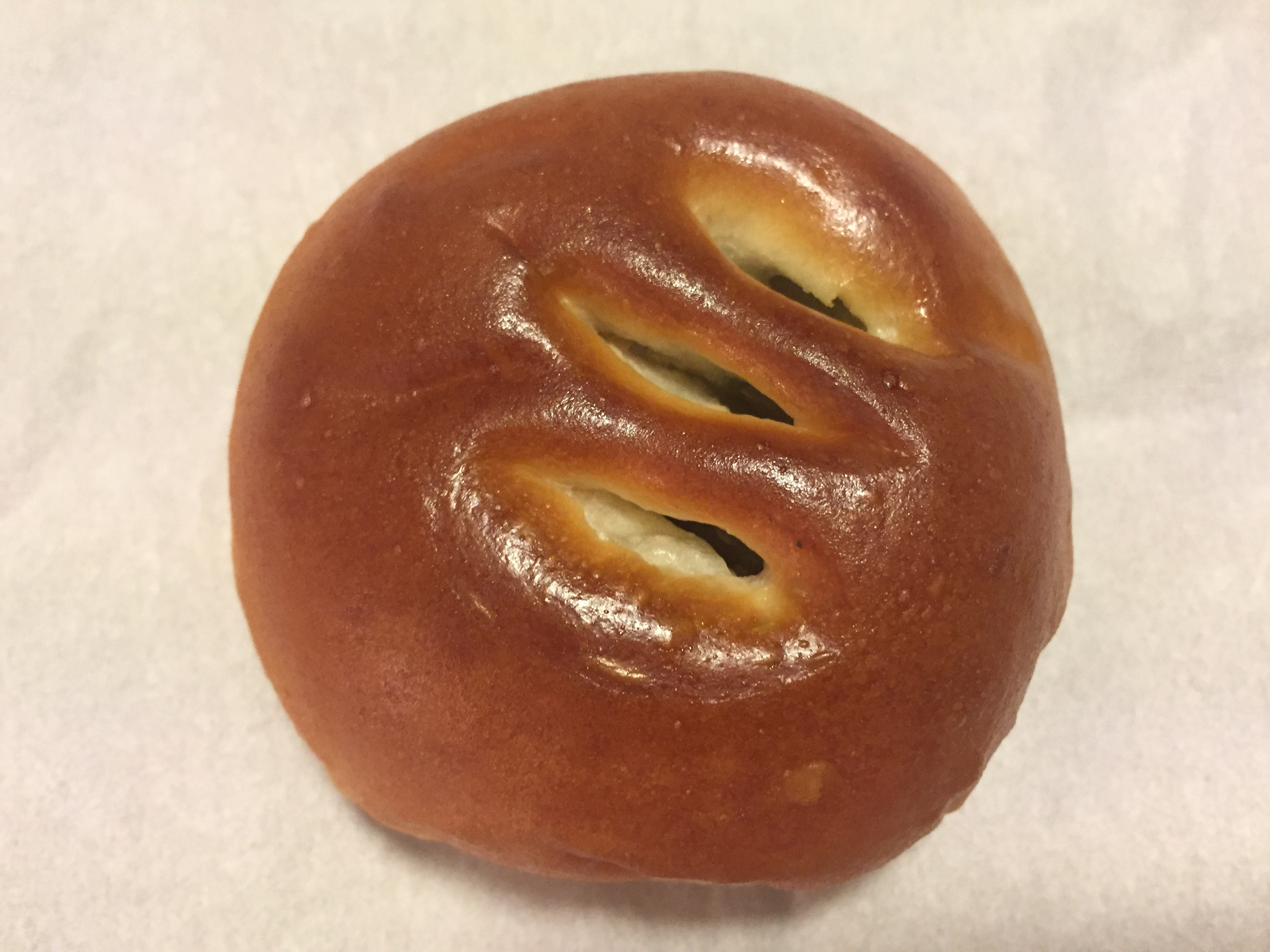
2017年6月16日撮影、木村屋総本店「酒種うぐいす」

### 神戸屋
1918年（大正7年）開業。パン・洋菓子・冷凍生地・デリカ食品の製造販売、並びにベーカリーレストランなど各種業態直営店舗の企画開発・運営を行っている。現在は、ウグイスパンの販売は行っていない。

### あんぱんの喜福堂
1916年（大正5年）開業。
現在も販売されている。

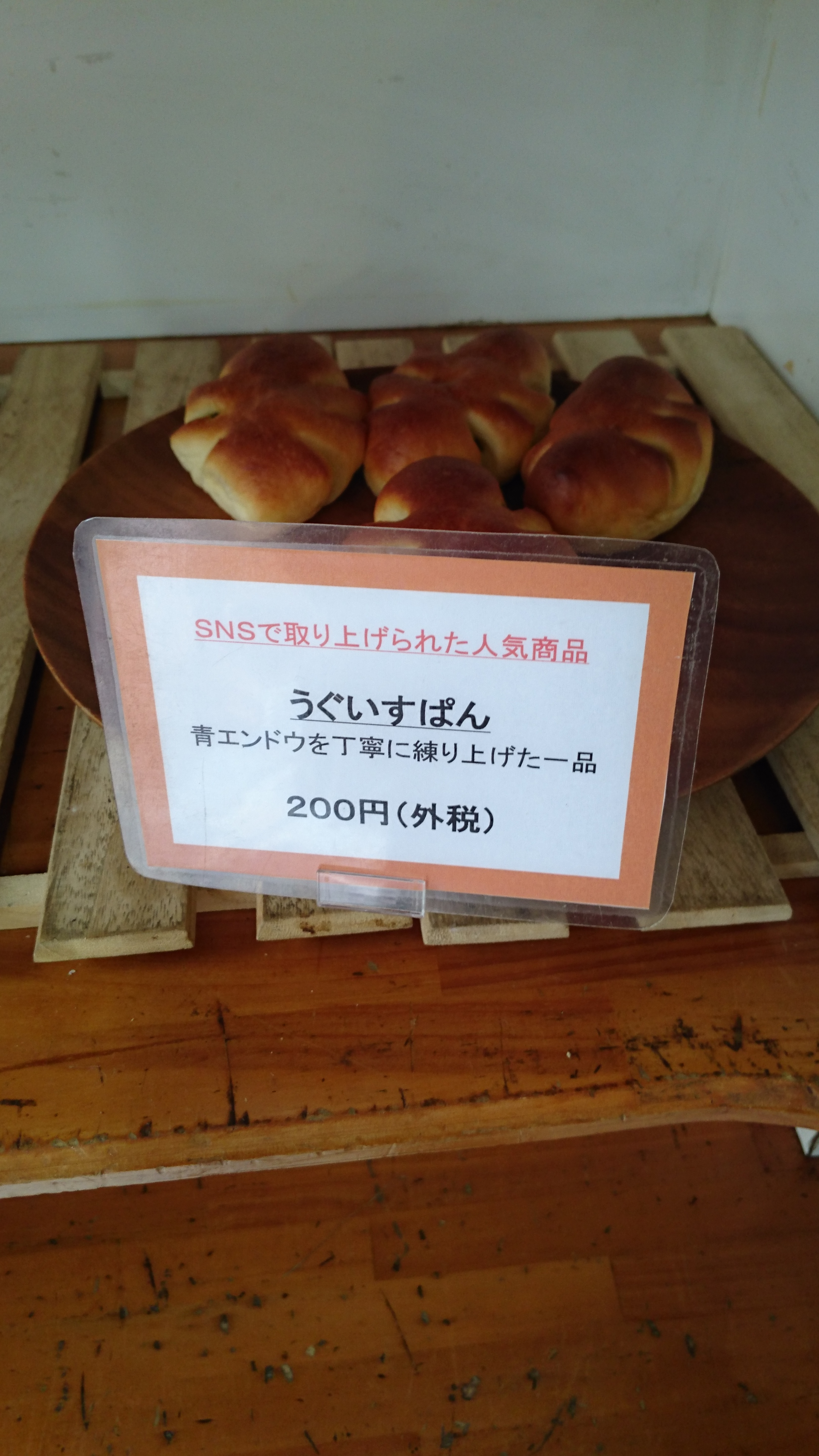
2017年7月2日に撮影した喜福堂のうぐいすぱん
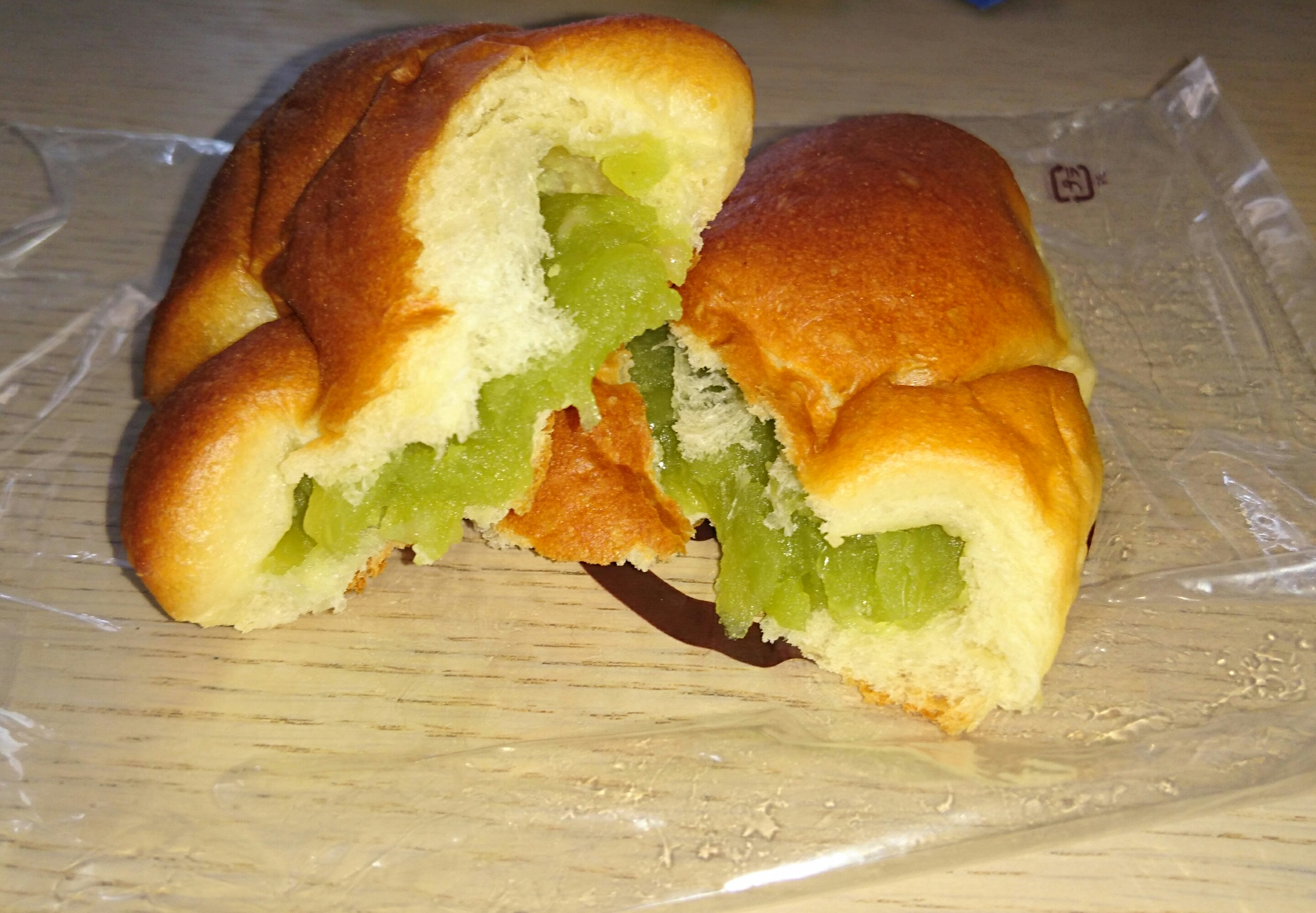
2017年7月2日に撮影した喜福堂のうぐいすぱん

### 岡山木村屋
1919年（大正8年）創業。上述した木村屋総本店において修行した梶谷忠二が、帰郷して独立するにあたり木村屋総本店よりのれん分け店舗として岡山県にて創業した会社。修行元と同様、酒種生地にうぐいすあんを用いた製品だが、商品名は「グリンピース」となっている。

## ウグイスパンの味覚分析
2014年1月13日の『たけしのニッポンのミカタ!（テレビ東京）』にて、味覚分析のスペシャリストである鈴木隆一（AISSY株式会社）による分析が放送された。人間の味覚は甘味や酸味など、なにか突出している部分があると美味しいと感じやすい。メロンパンなどの人気のパンは突出した部分があるが、一方でうぐいすパンには突出した味がなくバランスがよい無難な味である。
よって、一般的には特別美味しいとは感じられにくいと分析されている。

## その他
スタジオぴえろ制作『平成天才バカボン』のエンディングテーマである、嘉門達夫作詞作曲の「その日は朝から夜だった」には、「アンパンには餡が入ってる、ジャムパンにはジャムが入ってる、だ～けどウグイスパンには～ウグイス入ってな～い」という歌詞がある。